# Kim Ye-Jin
Kim A-Lang (Hangul: 김예진; Seúl, 20 de diciembre de 1999) es una patinadora de velocidad sobre pista corta surcoreana.
Participó por primera vez en competiciones internacionales en 2017. En la copa del mundo en Minsk (Bielorrusia), ganó el primer lugar en la carrera de 500 metros y obtuvo el tercer lugar en la carrera de relevos. Terminó la temporada en el noveno lugar en la clasificación general de la copa del mundo de 500 metros.
En los Juegos Olímpicos de Invierno de 2018 en Pyeongchang (Corea del Sur), ganó la medalla de oro en el evento de relevo de 3000 metros femenino junto a Choi Min-Jeong, Kim A-Lang y Shim Suk-Hee, con un tiempo de 4:07.361.